# Федерація футболу Таджикистану
Футбольна федерація Таджикистану (тадж. Федеросиюни Футболи Тоҷикистон) — організація, що здійснює контроль і управління футболом у Таджикистані. Штаб-квартира знаходиться в Душанбе. Займається організацією національного чемпіонату, національних кубків та суперкубку, збірних країни, підтримкою, розвитком та популяризацією всього футболу в країні. Президент федерації — Рустам Емомалі.

## Історія
Федерація була заснована в 1936 році у тодішній Таджицькій РСР як відділ Федерації футболу СРСР. Після здобуття незалежності Таджикистану, федерація була відроджена в 1994році і в тому ж році була прийнята в ФІФА і АФК.